# 愛里るい
愛里 るい（あいり るい、1997年10月24日 - ）は、日本の元AV女優。LINX所属。

## 略歴・人物
静岡県出身。2017年4月、本中の専属女優としてAVデビュー。
趣味は旅行。
2020年5月25日にTwitterにて、既に引退している事を発表。

## 出演作品

### アダルトDVD
- 新人*専属 SEXが好きで好きでしょうがない現役女子大生を発掘! 1000人の生チ○ポを挿れた中出しOK娘 お持ち帰り天使デビュー!!（4月13日、本中）
- 中出しした後も生でズポズポ232分間挿れっぱなし!（5月7日、本中）
- ピル常用現役女子大生御用達の中出し乱交パーティーの実態。 （6月7日、本中）
- 孕まし輪姦レイプに堕ちた純愛JK  「彼との関係を前に進めたいだけだったのに…家庭教師（せんせい）のこと信じて相談したのに…」 「あんなに沢山の人に、身も心も汚されて…あゝでも、なんか凄く気持ちが昂ぶって来ました…もっとシテ!中に出して!…誰のでもイイの…私を孕ませて…」 （6月25日、オーロラプロジェクト・アネックス）
- 突然の夕立ちに傘もない妹の友達たちが僕の家に駆け込んできた…!ビショビショに濡れた制服の下からのぞく未発達の身体に興奮した僕は… 3（7月7日、DOC）
- 女子マネージャーさん!! 部活の部員とお金の為だと割り切って素股して下さい!! vol.01（7月7日、DOC）※「みさき」名義
- SOD女子社員 絶頂!イキまくり会社説明会2017 幹部候補社員に新たな羞恥課題! 今年は固定バイブを装着したまま就活生の前で漏らさずにプレゼン出来るか?!（7月20日、SODクリエイト）※「藤田芹奈」名義
- 静岡県・地域医療支援病院勤務 ドM医療事務19歳が身バレ覚悟の調教志願－ 【野外首輪マ○コ公開】【喉奥イラマ&尻スパンキング被虐絶頂】【首絞め窒息ハメ連続挿入6P輪姦】 絶頂60回連発アクメ中出しザーメン漬け本物マゾ飼育ドキュメント（7月28日、同人AV倶楽部）
- 処女卒業!も収録! 全て新作撮りおろし! 爆烈31名5作品! 2枚組8時間スペシャァァァル 超（恥）赤面祭り2017（8月10日、SODクリエイト）※「藤田芹奈」名義
- 【アソコの食べ○グ】がっつき放題。 〜このオンナの人生を私的流用しました〜（8月13日、EROTICA）
- 都内名門大学に通う高学歴女子大生 初めての公開顔面騎乗（8月18日、DOC）※「ゆり」名義
- 【オヤジのリア充醸し映像】　今度の愛人は 娘と同い年… いつも中出し　〜一泊二日孕ませ温泉旅行…女子大生るい二十歳と四六時中貪り合いました。〜（9月13日、EROTICA）
- 100％完全ガチ交渉! 噂の素人激カワ看板娘×PRESTIGE PREMIUM 06（9月22日、プレステージ）
- ボクの彼女は公衆便女 地域医療支援病院勤務の医療事務員19歳編（10月7日、セルフ出版）
- 本番禁止の都内有名デリヘルでただ口説いてヤルだけじゃ収まらない! ぎらついた男たちがデリヘル嬢に生中出しするまで 3Pデリヘル編（11月2日、Mr.michiru）
- JKまみれのなつやすみ 女の子どうしで撮影し合った中出し大乱交が流出!（11月16日、Mr.michiru）
- 真・時間が止まる腕時計 パート9（12月7日、ROCKET）
- 裏・人間廃業 森林原人（12月13日、EROTICA）

- 催眠人間 -変人たちの夜想曲- 二階堂ゆり 愛里るい（1月1日、ヒプノシスラボ）
- 満員電車で接吻挑発されちゃって…（1月5日、OFFICE K’S）※オムニバス作品
- パンチラ見てたら挑発オナニーしてきたドスケベな小悪魔美少女たち（1月19日、OFFICE K’S）※オムニバス作品
- J●ぬるぬるオ●ンコディルドオナニー 8（1月19日、OFFICE K’S）※オムニバス作品
- 真面目な清楚娘に潮吹きするほどしつこくすっぽんクンニレ●プしたら理性を失い豹変! 生チ○ポを求められ射精寸前にカニバサミでがっちりロック! そのまま何度もどぴゅどぴゅ連続中出し強制SEX!（1月19日、OFFICE K’S）※オムニバス作品
- 催眠隷女 帰国子女通訳 R.Airi（3月1日、ヒプノシスラボ）
- いつでもどこでも時間停止して中出しできる学園 II（3月1日、MOODYZ）
- 部活の厳しい練習にめげない可愛い教え子たちの恥ずかしそうなブルマ尻に興奮してフル勃起してしまった顧問のボク、女子生徒たちに大人チ○ポの気持ち良さをタップリと教え込んだ! 神宮寺ナオ 愛里るい 竹内真琴 浅倉真凛 小林美央（4月6日、h.m.p）
- おま○こ・アナル見せつけ挑発（4月13日、アロマ企画）※オムニバス作品
- いいなりッ子とプチSの女子●生 学校こっそりレズえっち 星奈あい 愛里るい（4月19日、レズれ!）
- 挑発パンチラ学園 2 女子寮 愛里るい 南涼 穂香まい 鈴木理沙（4月25日、アロマ企画）
- 完全主観 ディルド足コキ罵倒（5月5日、フリーダム）※オムニバス作品
- 美少女、学内標的。 レズビアンに狙われた女生徒。坂咲みほ 蓮実クレア あず希 愛里るい（5月7日、ビビアン）
- パンティの質感・匂いも味わえる! スカートの中 超接近&超接写挑発（5月13日、アロマ企画）※オムニバス作品
- AJOI 究極の完全主観オナニーサポートDVD 9  Aromatic Jerk Off Instruction（5月13日、アロマ企画）※オムニバス作品
- もう死んだってかまわない! 9 超ラッキーの連続で巻き起こるスケベ過ぎる一日! 鼻血が止まらないくらいの夢のエロハプニング続出!（7月19日、ゴールデンタイム）※オムニバス作品
- 夫の親友との濃厚セックスに溺れてしまう人妻（7月27日、グラフィティジャパン）※オムニバス作品
- 性交（9月1日、FAプロ）※オムニバス作品
- レズテクNO.1決定戦 台本なしのイカセ合いバトル! DOCUMENT LESBIAN 2018 Season.2 ガチレズビアンSEX大乱交（9月7日、ビビアン）
- 家庭内接吻レズビアン 唾液と愛液にまみれて愛し合う義母と娘 ましろ杏 愛里るい（9月20日、ヒビノ）
- 六本木のクラブで真正本物中出し大乱交ハードコアパーティ!!!! vol.2 美浦あや 愛里るい 浅美結花 優梨まいな ましろ杏 真木今日子（11月8日、SODクリエイト）
- 走る尻（12月7日、OFFICE K’S）※オムニバス作品
- こっそり角オナニー 4（12月13日、アロマ企画）※オムニバス作品
- 無言痴女 声の出せない状況でこっそり誘惑してくる淫乱女たち（12月21日、OFFICE K’S）※オムニバス作品
- AJOI 究極の完全主観オナニーサポートDVD Tバックパンツ挑発 2 Aromatic Jerk Off Instruction（12月25日、アロマ企画）※オムニバス作品

- 完全主観 ペニバンシコリ罵倒（1月5日、フリーダム）※オムニバス作品
- パンチラでオナニーしたい草食男子のためのリクエストdeパンチラ 2（1月13日、アロマ企画）※オムニバス作品
- 真正中出し乱交パーティー参加オーディション! 素人男性がAV女優と中出しセックスできるまでのイベント密着ドキュメント!! 美浦あや 愛里るい 浅美結花 真木今日子（1月24日、SODクリエイト）
- おま○この、濡れ染みパンチラコレクション（1月25日、アロマ企画）※オムニバス作品
- サカリ 愛里るい ドM女優 2時間ノンストップ ガチンコ大昇天劇（2月1日、中嶋興業）
- 完全撮りおろし! 主観フェラ抜き体験8時間 Vol.5（2月25日、オーロラ・プロジェクト）※オムニバス作品
- お尻の穴の収縮とシワの本数までバッチリ分かるアナルひくひくオナニー（2月25日、アロマ企画）※オムニバス作品
- 女子大生の日常生活を覗いてごらん（3月21日、AKNR）
- 私、嫌いな男に体を弄ばれイカされまくりました… 2章（3月27日、グラフィティジャパン）※オムニバス作品
- エッチを愛してやまないハニカミ美少女（4月13日、S-Cute）※オムニバス作品
- 夫婦喧嘩し薄着姿で家を出された隣の部屋の人妻を…（4月27日、グラフィティジャパン）※オムニバス作品
- 生まれて初めての金蹴り 6（6月5日、フリーダム）※オムニバス作品
- パパ活だけのつもりが妊活までさせられた女子●生 01（8月9日、宇宙企画）※オムニバス作品
- 新人喰いの芸能事務所 弱小芸能事務所の個人レッスンで行われているハラスメント稽古の一部始終 (...という設定のドキュメント風AV)（8月13日、あら、スケベ）※オムニバス作品
- もしAV女優の自宅を訪問したら（9月1日、S-Cute）※オムニバス作品
- オフィスにパンチラパンコキ娘!!（11月13日、アロマ企画）※オムニバス作品

- しゃがんだお尻の穴の収縮とシワの本数までバッチリ分かるアナルひくひくオナニー（1月13日、アロマ企画）※オムニバス作品
- 1ヶ月間禁欲させ親友のいない数日間に親友の彼氏と朝から晩まで気が狂うくらいセックスしまくった 果てるまでヤリまくる計10性交! 明里つむぎ（2月13日、アイデアポケット）※主演は明里つむぎ。愛里るいは彼氏を寝取られる親友役で出演。
- 真夏の女子寮でクーラーが壊れたら… JD4人が汗だくで濃厚レズビアン 八尋麻衣 七菜原ココ 愛里るい 優梨まいな（8月7日、ビビアン）

### VR
- もしも僕がモテモテだったらVR～ 夢の2重新婚生活 麻里梨夏 愛里るい（2月21日、宇宙企画）
- 彼女のクラスメイト2人に前から！後から！ノリノリで痴女られる!! フロントでたっぷりチ○ポを責められながら、バックで羽交い締めにされバイノーラル淫語を囁かれる小悪魔コンビネーション新感覚VR!! 枢木あおい 高杉麻里 愛里るい（10月19日、ワンズファクトリー）
- 脱SEX革命3DVR V世界一変態で恥ずかしい挑戦R あなたは見たことがありますか? ハイテンションの全裸、大声の淫語、しっかりやりきる羞恥芸、あの衝撃が再び! しかもVRで5年ぶりに帰ってきた!!（12月20日、ROCKET）※「VR-1グランプリ 2018」エントリー作品。

- 女監督あおいれなのVR撮影現場 生中出しセックス実演レクチャー付き 愛里るい あおいれな（2月28日、KMPVR）
- 絶対に予約の取れないNo.1女子校生風俗嬢とたっぷりフルコースで連続生中出しSEX（3月27日、KMPVR-bibi-）
- 挑発! パンチラ拷問（8月16日、アロマ企画）※オムニバス作品

- VR 誘拐（7月15日、ROOKIE）※オムニバス作品

### イメージDVD
- くすぐり村からやってきました（2019年12月26日、スパークビジョン）

## 出演

### 映画
- マジカル・セックス 淫ら姫の冒険（2018年5月、OP PICTURES） - 新子 役[3]
- マジカル・ミチコ（2018年、OP PICTURES） - 新子 役※『マジカル・セックス 淫ら姫の冒険』の一般公開用編集作品[4]

### テレビ
- ビ～チ9（2019年8月、テレビ埼玉） - マンスリーゲスト